# Sió
De Sió is een gegraven afwatering die als een zijrivier uitmondt in de Donau in het westen van Hongarije. De waterloop vormt de afvoer van het Balatonmeer, een endoreïsch bekken. Ze begint bij de stad Siófok. Ze mondt enkele kilometers ten oosten van Szekszárd uit in de Donau. De Sió is een gegraven waterloop en wordt in het Hongaars dan ook vaak aangeduid als Sió-csatorna (Siókanaal).
De sluis bij Siófok reguleert de waterstand in het meer, maar ook die stroomafwaarts. De huidige sluis werd in 1891 gebouwd, maar had verschillende voorlopers. De eerste sluis op deze plaats wordt toegeschreven aan de Romeinse keizer Galerius, die het kanaal aan het eind van de 3de eeuw zou hebben laten aanleggen.
De Sió stroomt door drie comitaten: Somogy, Fejér en Tolna.
- Virtual International Authority File: 217725098